# Děhylov (nádraží)
Děhylov je železniční stanice, která se nachází v jižní části stejnojmenné obce v okrese Opava u silnice do Hlučína. Leží v km 269,417 železniční trati Ostrava-Svinov – Opava východ mezi stanicemi Ostrava-Třebovice a Háj ve Slezsku.

## Historie
Provoz na trati z Ostravy do Opavy byl zahájen 17. prosince 1855, ale až v roce 1857 byla v místě dnešní stanice otevřena železniční zastávka s názvem Děhylov-Hlučín. V 90. letech 19. století došlo k rozšíření na zastávku a nákladiště, od 1. června 1924 se jedná o stanici. V letech 1938 až 1945 byla stanice ve správě Deutsche Reichsbahn a nesla název Dielhau. V té době došlo k modernizaci stanice a vybudování nového elektromechanické zabezpečovací zařízení německého vzoru Einheit s německými mechanickými návěstidly a dvěma stavědly, jedním řídicím a druhým závislým. Toto německé zabezpečení stanice vydrželo ve stanici do prosince 1991, kdy zde bylo aktivováno elektrické stavědlo TEST 14. Toto zabezpečení však nevydrželo dlouho, novým bylo nahrazeno během modernizace a elektrizace trati Ostrava-Svinov – Opava východ, která proběhla v letech 2005–2006.

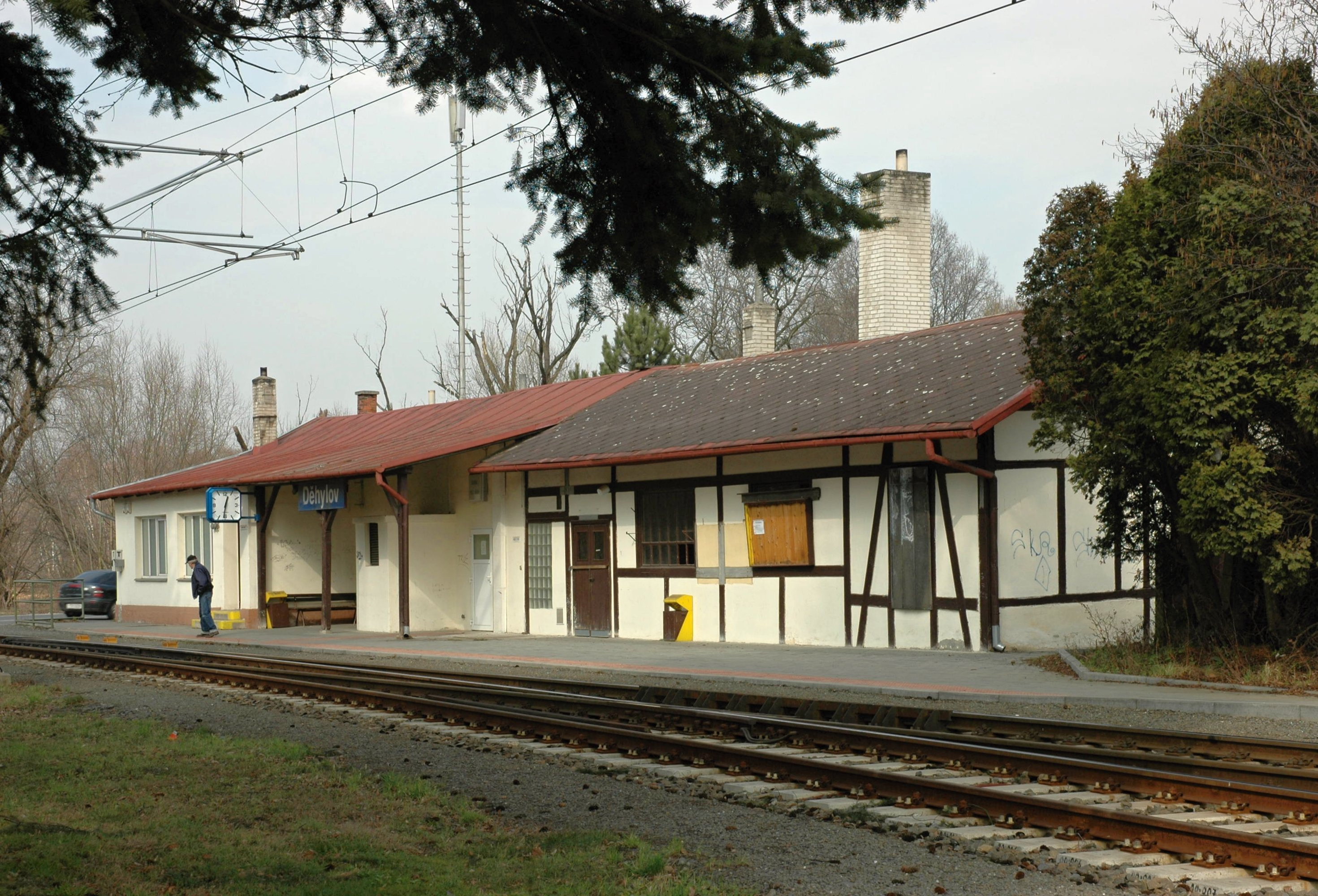
Staniční budova v roce 2007

V roce 2021 proběhla přestavba výpravní budovy.
Stanice byla poškozena během povodně v roce 2024, kdy bylo zaplaveno kolejiště a odplavena část náspu na hájeckém záhlaví stanice. Celkem byla stanice mimo provoz od 14. září do 13. října 2024. Obnovení předcházelo také vyčištění a oprava jednotlivých prvků zabezpečovacího zařízení.

## Popis stanice

### Před modernizací
Od roku 1991 byla stanice vybavena typovým elektrickým stavědlem TEST 14, které ovládal výpravčí z panelu v dopravní kanceláři, která byla umístěna ve výpravní budově u hájeckého zhlaví. Ve stanici byly celkem tři dopravní koleje, na straně u budovy byla kolej č. 2 (užitečná délka 700 m), následovala kolej č. 1 (700 m) a poslední byla kolej č. 3 (696 m), za ní ještě byla krátká manipulační kolej č. 5, která vedla z hájeckého zhlaví a byla napojena zpět do koleje č. 3. U všech tří kolejí byla nástupiště o délce 179 m s příchodem přes koleje. Ve stanici bylo celkem šest výhybek, všechny byly vybaveny elektromotorickým přestavníkem. Výjimkou byla výhybka č. 3 s ručním přestavováním, kterou se do koleje č. 3 napojovala manipulační kolej č. 5.
Stanice byla vybavena světelnými návěstidly, vjezdová návěstidla byla umístěna v km 268,350 (L od Ostravy-Třebovic) a v km 269,650 (S od Háje ve Slezsku).
Jízda vlaků v úseku do Háje ve Slezsku byla zabezpečena telefonickým dorozumíváním, do Ostravy-Třebovic pak jednooddílovým automatickým hradlem AH83 s kolejovými obvody, které bylo aktivováno v lednu 1993.

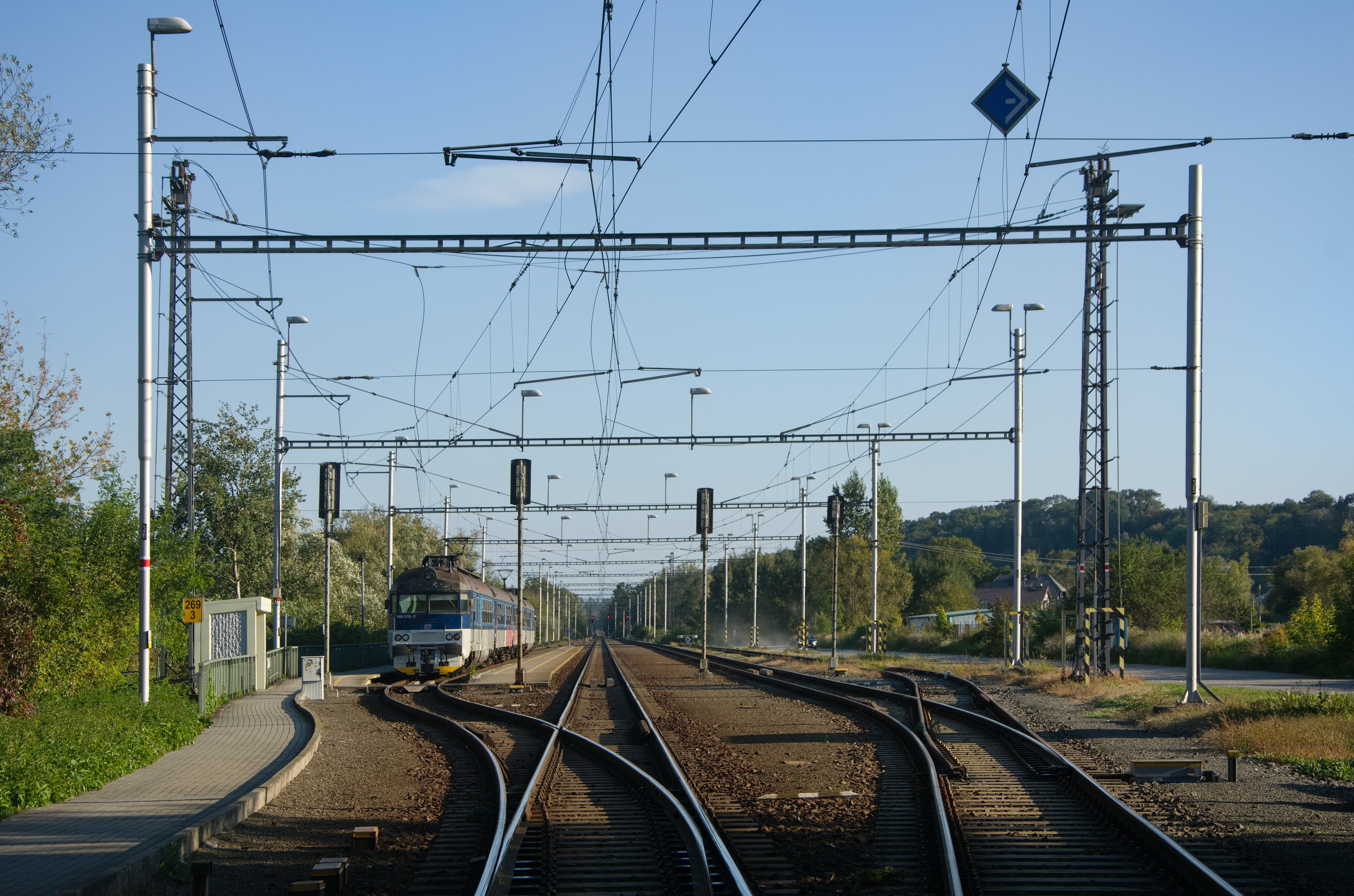
Pohled na stanici od hájeckého zhlaví

### Po modernizaci
V rámci modernizace, která probíhala v letech 2005–2006, došlo k úpravě celé stanice. Stanice je nově řízena pomocí elektronického stavědla ESA 11, které je prostřednictvím rozhraní JOP dálkově ovládáno z Ostravy-Svinova, případně ze záložního pracoviště ve stanici Opava východ, místní obsluha je možná jen v nouzových případech pomocí desky nouzových obsluh.
Konfigurace kolejiště nedoznala výraznějších změn, zůstaly zachovány tři dopravní koleje s užitečnými délkami 719 m (kolej č. 2), 701 m (kolej č. 1) a 682 m (kolej č. 3). Manipulační kolej č. 5 je nově jen kusá (není zapojena zpět do 3. koleje). Tím pádem je ve pět výhybek (o jednu méně než původně), všechny jsou vybaveny elektromotorickými přestavníky. Elektromotorický přestavník má i výkolejka na manipulační koleji. Výhybka č. 1 umožňuje jízdu do odbočky (tj. od Ostravy-Třebovic nad kolej č. 2 nebo opačně) rychlostí 80 km/h. Všechna návěstidla jsou samozřejmě světelná, vjezdová návěstidla jsou oproti minulosti mírně vysunuta dále do trati (nové polohy: L v km 268,194, S v km 269,680).
Nástupiště jsou nově jen dvě, obě o délce 175 m, u koleje č. 2 je vnější nástupiště s hranou ve výšce 200 mm, mezi kolejemi č. 1 a 2 je oboustranné nástupiště s výškou hran 250 mm. Přístup na druhé jmenované nástupiště je úrovňový po přechodu přes kolej č. 2.
Přímo ve stanici jsou dva železniční přejezdy se světelným přejezdovým zabezpečovacím zařízením bez závor: P7728 v km 268,579 u třebovického zhlaví přes všechny dopravní koleje (účelová komunikace) a P7729 v km 269,423 na hájeckém záhlaví (silnice II/469 z Děhylova do Hlučína). Jízda vlaků v přilehlých traťových úsecích je zabezpečena integrovaným traťovým zabezpečovacím zařízením 3. kategorie bez návěstního bodu.